# 앰버 허드
앰버 허드(영어: Amber Heard, 1986년 4월 22일~)는 미국의 배우이다. 허드는 2004년 스포츠 드라마 영화 《프라이데이 나잇 라이츠》로 데뷔했다. 이후 《노스 컨츄리》와 《알파 독》에서 작은 역할을 거친 후, 허드는 《모든 소년들은 맨디 레인을 사랑해》(2006)에서 첫 주연 역할을 맡았으며 The CW의 《히든 팜스》(2007)에 출연했다.
허드는 2008년 《겟 썸》과 《파인애플 익스프레스》의 역할로 주목 받기 시작했다. 그녀는 영 할리우드 어워드에서 신인상을 수상했다. 《인포머스》, 《스텝파더》, 《좀비랜드》, 《수상한 가족》와 같은 영화에서의 출연은 그녀를 더욱 주목 시켰다. 그녀는 다음 작품으로 존 카펜터 감독의 《더 워드》, 니콜라스 케이지의 상대 역할을 연기한 《드라이브 앵그리 3D》와, 조니 뎁의 상대 역할을 연기한 《럼 다이어리》에 출연하였으며, 할리우드 영화제에서 스포트라이트상을 수상했다. 2014년에는 《쓰리데이즈 투 킬》, 2015년에는 《매직 마이크 XXL》과 《대니쉬 걸》에 출연했다. 그녀는 슈퍼 히어로 영화 《저스티스 리그》(2017)와 《아쿠아맨》(2018)에서 메라 역할을 연기했다.

## 성장 과정
허드는 1986년 4월 22일, 텍사스주 오스틴에서 태어났다. 어머니 퍼트리샤 페이지(결혼전 성씨는 파슨스)는 국가소속 인터넷 연구원이며, 아버지 데이비드 클린턴 허드는 건축청부업자로 일했다. 그녀에게는 휘트니라는 여동생이 있다. 허드는 오스틴에 위치한 세인트 마이클 가톨릭 고등학교를 다녔지만 배우가 되기 위해 그만 두고 결국 홈스쿨링을 통해 졸업장을 받았다. 허드가 16세 때, 그녀의 가장 친한 친구는 자동차 사고로 사망했고, 그 후 가톨릭 신자였던 그녀는 남자친구로부터 아인 랜드의 작품을 소개 받았고, 무신론자라고 선언했다. 그녀는 "나는 랜드의 책을 모두 읽었고, 다 읽은 후 랜드의 이상에 사로 잡혔다. 모두 나 스스로를 위해 꼭 필요한 것들이다."라고 말했다.

## 경력

### 초기 경력
허드의 초기 연기 작품으로는 케니 체스니의 "There Goes My Life"와 아이슬리의 "I Was Not Prepared"의 두 편의 뮤직 비디오와, The CW의 단편 시리즈인 《잭 & 바비》(2004)와 《더 마운틴》(2004)의 조연 역할과 10대 드라마 시리즈 《The O.C.》(2005)에서 판매원으로 출연하는 게스트 역할이었다. 그녀는 빌리 밥 손턴 주연의 스포츠 드라마 영화 《프라이데이 나잇 라이츠》로 스크린 데뷔를 했으며 상업적으로 중요한 성공을 거두었다. 다음 2년 동안, 그녀는 《데드 섹시》(2005), 《프리스 투 페이》(2006), 《더 프린스》(2006)과 《알파 독》(2006)과 같은 몇 편의 장편 영화에서 작은 역할을 담당했으며, 《크리미널 마인드》에서 주인공인 스펜서 리드의 사랑에 관심을 갖는 역할로 에피소드에 출연했다. 그녀는 독립 공포 영화 《Side FX》(2005)와 니키 카로 감독의 드라마 영화 《노스 컨츄리》(2005)에서 샤를리즈 테론이 연기한 주인공의 10대 역할로 더욱 주목 받았다. 또한 《모든 소년들은 맨디 레인을 사랑해》(2006)는 그녀의 첫 주연 역할 중 하나였던 슬래셔 영화이다. 감독인 조너선 러빈은 제목에 대해 관객을 선택했다고 말하면서 "어떤 유형의 아름다움과 허드가 가져온 일종의 타고난 정보가 당신이 매일 발견하는 것이 아니다. 확실히, 당신은 누군가 그녀의 나이에서 찾을 수 있는 것이 아니다. 그녀가 생각한 프로젝트는 꽤 놀랍다고 생각한다."라고 말했다. 이 영화
는 2006년 토론토 국제 영화제에서 초연 되었으며, 처음에는 와인스틴 컴퍼니가 배급사로 선정되었다. 부정적인 테스트 상영회를 거친 후 와인스틴 컴퍼니는 이 영화를 권리를 포기했으며, 2008년 다른 배급 회사와 계약으로 영국에서 개봉되었다. 2013년까지 미국에서 영화는 공개되지 않았다. 〈로스앤젤레스 타임스〉는 허드가 2013년까지 가장 확실한 성과를 거뒀으며, 〈워싱턴 포스트〉는 심리학적으로 흥미로운 성과를 냈다고 밝혔다.
허드는 다음 작품으로 The CW의 십대 드라마 《히든 팜스》에 주인공의 사랑에 관심을 가지는 역할에 캐스팅되었다. 방송사는 10대 시청자를 겨냥한 다른 시리즈의 여름 재방송을 대체하기를 원했다. 이 시리즈는 2007년 5월 30일 미국에서 초연 되어 다소 찬반이 갈리는 평가를 받았다. TV 시청자들에게는 외면을 받으면서 결국 CW는 계획된 12편 중 8편만 방송했다. 2007년 허드는 또한 단편 영화 《Day 73 with Sarah》, 평단의 혹평을 받은 독립 드라마 영화 《리멤버 더 데이즈》와, 쇼타임 시리즈 《켈리포니케이션》의 에피소드에 출연했다.
허드는 저드 애퍼타우가 제작한 스토너 코미디 영화 《파인애플 익스프레스》와 무술 영화 《겟 썸》에 출연한 2008년에 더 많은 주목을 받았으며, 두 작품 모두 흥행에 성공했다. 그녀는 할리우드 영화제에서 신인상을 수상했다. 그녀의 또 다른 2008년 영화는 그녀가 앙상블 캐스트의 일부였던 브렛 이스턴 엘리스의 동명의 소설을 원작으로 한 《인포머스》로 2009년 선댄스 영화제에서 초연 되었고, 평단으로부터 혹평을 받았다.

### 2009년-현재

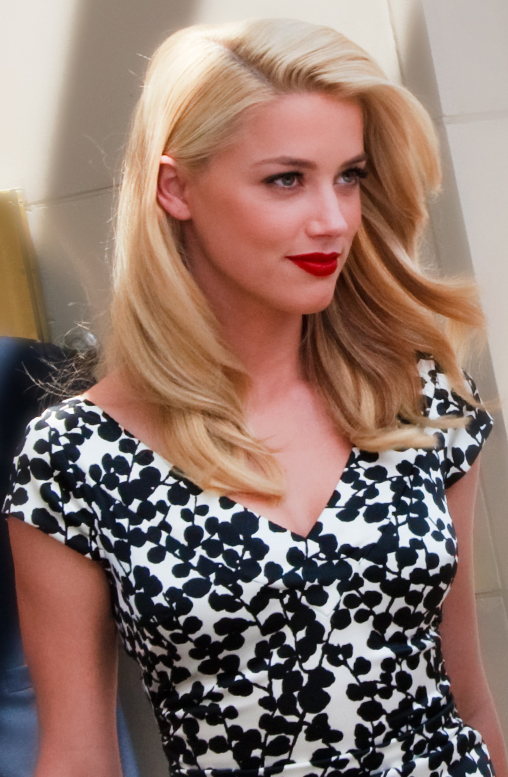
2009년 토론토 국제 영화제에서 허드

2009년 허드는 공포 영화 《스텝파더》, 세 편의 코미디 영화 《엑스터미네이터스》, 《좀비랜드》, 《수상한 가족》에 출연했다. 후자에 대한 리뷰에서, 〈버라이어티〉는 영화의 가장 유명한 스타인 데미 무어에서 "그녀는 쇼를 훔친다"고 썼다. 비평가 제임스 버라디넬리는 영화에 전반적인 부정적 리뷰를 썼지만 허드의 연기를 호평했다.
2010년 그녀는 로맨틱 드라마 영화 《더 리버 와이》에 출연했으며 존 카펜터 감독의 영화 《더 워드》와 같은 호러 장르에서 그녀의 작업을 계속했다. 카펜터는 허드에 대해 "매우 똑똑하고, 매우 주도하며, 재능이있다"고 묘사했다. 그녀는 또한 독립 스릴러 영화 《다크니스》를 공동 제작하고 주연했다.

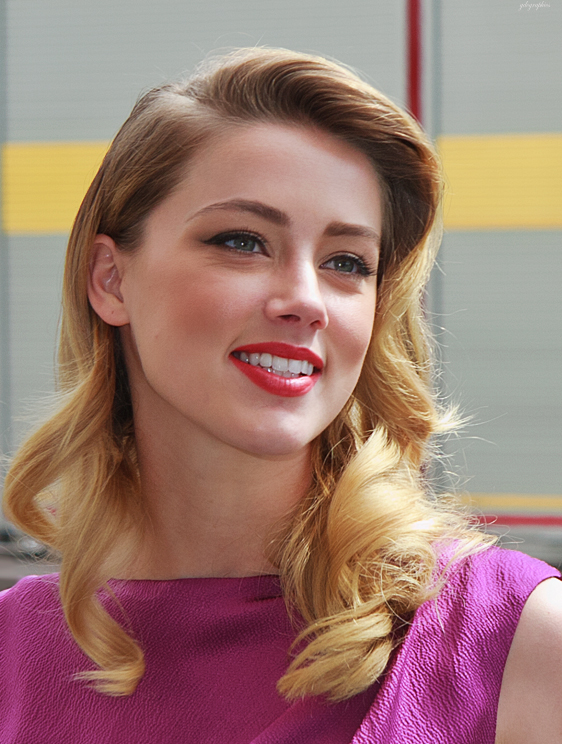
2010년 토론토 국제 영화제에서 허드

2011년, 허드는 헌터 S. 톰슨의 동명의 소설을 기반으로 한 영화 《럼 다이어리》에서 상대 역할의 조니 뎁과는 정반대의 여성 리더로 등장했다. 이 영화는 혼합적인 리뷰를 받았으며, 상업적인 성공을 거두지 못했다. 허드의 다른 2011년 영화는 《드라이브 앵그리 3D》로 니콜라스 케이지의 상대 역할로 출연했다. 로저 이버트 평론가는 그녀의 역할, 즉 그녀의 딸을 컬트에서 구하기 위한 언데드 인간의 임무에 얽혀있는 웨이트리스와 "할 수 있는 모든 일을 한다"고 썼다. 2011년 2월에는 영국 TV 프로그램 《탑기어》에 출연했다.
허드는 그녀가 스릴러 영화 《파라노이아》, 액션 코미디 영화 《마셰티 킬스》와 풍자 드라마 《시럽》에 출연한 2013년까지 새로운 영화에 출연하지 않았다. 후자는 맥스 배리의 소설을 기반으로 했으며, 허드를 "놀랍다"고 불렀고 그녀가 "그 역할을 전멸했다. 좋은 방법이었다"고 말했다. 그녀의 유일한 2014년 영화인 액션 스릴러 《쓰리 데이즈 투 킬》은 흥행에 성공했다.
허드는 영국 신문 〈인디펜던트〉의 제임스 모트람이 자신의 경력에서 "분수령의 해"라고 부른 2015년에 발표 된 네 편의 영화에 출연했다. 그녀는 채닝 테이텀이 연기하는 주인공과 어울리는 사진 작가로서 코미디 드라마 《매직 마이크 XXL》에서 중요한 역할을 했다. 전작인 《매직 마이크》(2012)와 마찬가지로 이 영화는 큰 흥행 성공작이었다. 〈디지털 스파이〉는 "옆집에 설득력 있는 아가씨"라고 썼다. 허드는 톰 후퍼 감독의 드라마 영화 《대니쉬 걸》(2015)에서 발레 댄서로서의 조연 역할을 맡았는데, 이는 제72회 베네치아 영화제에서 초연 되어 전반적으로 긍정적인 평가를 받았다. 그녀는 또한 제임스 프랭코, 크리스찬 슬레이터, 에드 해리스와 함께 독립 범죄 스릴러 영화 《애더럴 다이어리》에 출연했다. 〈인디와이어〉는 영화에 복합적인 리뷰를 남겼는데, 허드는 "불평" 했지만 "많은 잠재력을 보이고 더 심각하게 받아 들여지는데 성공했다"고 말했다. 그녀의 네 번째 역할은 2015년 뮤지컬 드라마 영화 《원 모어 타임》에서 크리스토퍼 워컨의 상대 역할이었다. 이 역할을 위해 그녀는 노래 수업을 듣고 피아노와 기타 레슨을 받았다. 〈인터내셔널 비지니스 타임스〉는 허드에 대해 "방어력이 있는 역할로 진심 어린 순간을 나누기에 충분한 재능"이라고 설명했다. 〈로스앤젤레스 타임스〉는 그녀의 연기에 "최고"와 "영화 무대"는 허드가 "존경할만한 직업"을 했다고 말했다.
또한, 허드는 마틴 에이미스의 소설을 기반으로 한 영화 《런던 필드》에서 여주인공을 연기했다. 당초 이 영화는 2015년 토론토 국제 영화제에서 초연 예정이었다. 매튜 컬린 감독이 제작자를 상대로 사기 혐의와 자신의 이름을 사용하여 자신이 지지하지 않은 영화를 홍보하려는 소송을 제기한 이후 영화제 명단에서 뽑혔다. 허드를 비롯한 영화에 출연한 배우들은 토론자의 언론과 산업 상영에 나오는 상영을 반대하면서 제작자에게도 글을 남겼다. 이 영화에서 허드의 연기는 매우 부정적인 평가를 받았으며, 그녀는 "영화는 가장 어려운 영화 중 하나였으며 계속해서 어려움을 겪었다...나는 그녀 [역할] 정의를 했다."고 말한다.
허드는 DC 코믹스의 슈퍼 히어로 영화 《저스티스 리그》(2017)에서 아틀란티스 여왕 메라 역할을 연기했다. 그녀는 《아쿠아맨》(2018)에서 이전보다 큰 비중으로 역할을 되풀이했다.

## 사생활

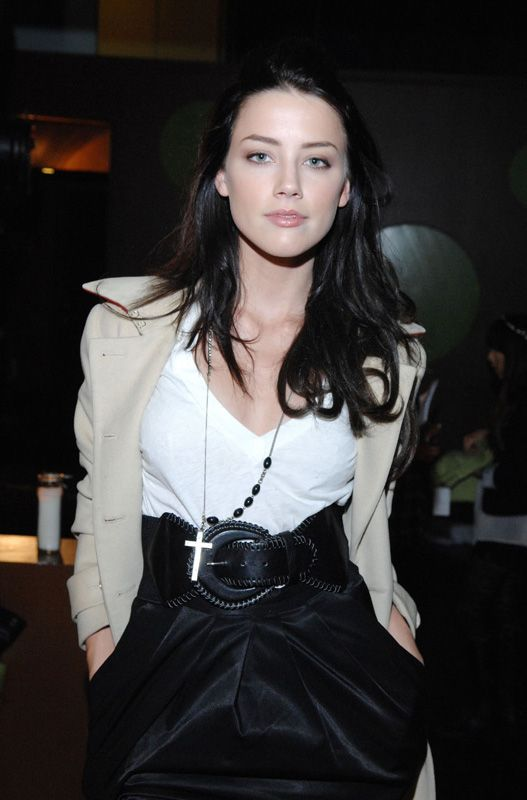
2009년 허드

허드는 2010년 GLAAD의 25주년 기념 행사에서 공개적으로 커밍아웃을 했으며, "나는 남성과 성공적인 연인 관계를 맺었지만 현재는 여성과의 관계에 있다. 커밍아웃한 것을 부끄럽게 여긴 적이 단 한 번도 없었고 지금도 그 생각에는 변함이 없다. 단지 성이 아니라 어떤 사람인지가 중요하다"고 자신의 성정체성에 대해 말했다. 그녀의 결정에 대해 그녀는 "언론에서의 역할에 대해 알게 되었을 때 나는 중요한 질문을 던져야했다. 나는 문제의 일부분인가? 그리고 수 백만명의 열심히 일하는 납세자 미국인들이 권리를 포기하고 자신의 평등을 부정했을 때 유행병 문제가 무엇인지 물어야 한다. 이것이 바로 이 문제이다."라고 말했다.
허드는 2008년부터 2012년까지 동성의 사진 작가 타샤 반 리와 연인 관계였다. 그녀는 2011년 영화 《럼 다이어리》를 촬영하면서 배우 조니 뎁을 만났고 다음 해 함께 동거를 시작했다. 그들은 2015년 2월 3일에 로스 앤젤레스에 있는 그들의 저택에서 비밀 예식으로 결혼식을 올렸다.
2015년 4월, 허드와 뎁은 그의 영화 《캐리비안의 해적: 죽은 자는 말이 없다》의 촬영으로 퀸즐랜드로 민간 제트기를 타고 함께 이동했을 때 오스트레일리아 세관에 요크셔테리어 두 마리를 신고하지 않아 호주의 애완동물 검역법을 위반했다. 호주 동물 검역법상 동물이 호주에 입국하기 위해선 반드시 신고를 해야하며 약 10일 간 격리돼있어야 하는데 호주 당국은 광견병 예방을 위해 엄격하게 생물 안전 규칙을 적용하고 있다. 그녀가 수면 부족으로 인해 실수를 저질렀다고 진술을 한 검역 문서를 위조한 것에 유죄를 인정했다. 그녀는 1,000 달러의 벌금을 냈다. 허드와 뎁은 또한 자신의 행동에 대해 사과하고 사람들에게 생물 보안법을 준수 할 것을 촉구하는 비디오를 공개했다. 〈가디언〉은 이 사건을 호주 역사상 최고의 범죄 검역 사건으로 규정했다.
2016년 5 월 23일 허드는 뎁과의 이혼 소송을 제기했다. 5일 후, 그녀는 자신의 관계에 대해 "구두로 그리고 육체적으로 학대했다"는 법원의 선언문에서 이혼 신청을 하기 2일 전에 발생한 폭력 사태와 관련하여 임시 금지 명령을 받았다. 이에 대해 뎁의 변호사들은 그녀가 "학대 혐의로 조기 재정적 해결을 확보하려고 시도했다"고 주장했다. 다음 3개월 동안 허드의 변호사들은 그 관계에서 다른 혐의 사건에 대한 정보를 언론에 제공했으며, 한 사건에서 부상자의 이미지가 〈피플〉에 의해 발표되었다. 합의는 2016년 8월 16일에 이루어졌고, 이혼은 2017년 1월에 최종 완료되었다. 청문회는 이 금지 명령을 기각하고, "관계가 격렬한 열정과 때때로 휘발성이지만 항상 사랑에 묶여있다"는 공동 성명서를 발표했다. 어느 당사자도 금전적 이익을 위해 거짓 비난을 하지 않았다. "육체적 또는 정서적인 해를 끼칠 의도는 전혀 없었다."라고 말했다. 그녀는 뎁으로부터 위자료로 700만 달러를 받았으며, 그녀는 미국 시민 자유 연맹과 로스앤젤레스 아동 병원에 기부 할 계획을 밝혔다. 2018년 4월, 로스앤젤레스 아동 병원은 허드가 2017년에 재단에 100만 달러에서 500만 달러를 기부했다고 밝혔다.
허드는 2017년 8월까지 일론 머스크와 데이트했다.

## 자선 활동
허드는 북미 내에서 성폭력에 대한 인식을 높여 왔다. 배우 개버레이 시디베이와 프리다 핀토와 함께 그녀는 2016년 〈글래머〉의 올해의 여성 어워드에서 상을 수상한 성폭력 피해자 에밀리 도를 대신하여 연설을 읽었다. 같은 해 허드는 #GirlGaze Project에 대한 가정 폭력에 대한 공공 서비스 발표했고, 조니 뎁과의 경험에 대한 공개 서한을 포터 매거진의 2016년 12월호에 썼다.

## 필모그래피

### 영화
| Films that have not yet been released | 아직 개봉하지 않은 영화를 나타낸다. |

| 년도 | 제목                                                          | 역할               | 참고               |
| ---- | ------------------------------------------------------------- | ------------------ | ------------------ |
| 2004 | 프라이데이 나잇 라잇츠 Friday Night Lights                    | 마리아             |                    |
| 2005 | Side FX                                                       | 샤이               |                    |
| 2005 | 데드 섹시 Drop Dead Sexy                                      | 캔디               |                    |
| 2005 | 노스 컨츄리 North Country                                     | 어린 조시 에이미스 |                    |
| 2006 | 프리스 투 페이 Price to Pay                                   | 트리시             |                    |
| 2006 | 더 프린스 The Prince                                          | 세레나             |                    |
| 2006 | 알파 독 Alpha Dog                                             | 알마               |                    |
| 2006 | 모든 소년들은 맨디 레인을 사랑해 All the Boys Love Mandy Lane | 맨디 레인          |                    |
| 2007 | 스핀 Spin                                                     | 앰버               |                    |
| 2007 | Day 73 with Sarah                                             | 마리               | 단편 영화          |
| 2007 | 리멤버 더 데이즈 Remember the Daze                            | 줄리아 포드        |                    |
| 2008 | 겟 썸 Never Back Down                                         | 바자 밀러          |                    |
| 2008 | 인포머스 The Informers                                        | 크리스티           |                    |
| 2008 | 파인애플 익스프레스 Pineapple Express                         | 앤지 앤더슨        |                    |
| 2009 | 엑스터미네이터스 ExTerminators                                | 니키               |                    |
| 2009 | 수상한 가족 The Joneses                                       | 젠 존스            |                    |
| 2009 | 좀비랜드 Zombieland                                           | 406                |                    |
| 2009 | 스텝파더 The Stepfather                                       | 켈리 포터          |                    |
| 2010 | 다크니스 And Soon the Darkness                                | 스테파니           | 또한 공동 프로듀서 |
| 2010 | 더 리버 와이 The River Why                                    | 에디               |                    |
| 2010 | 더 워드 The Ward                                              | 크리스틴           |                    |
| 2011 | 드라이브 앵그리 3D Drive Angry                                | 피퍼               |                    |
| 2011 | 럼 다이어리 The Rum Diary                                     | 체놀트             |                    |
| 2013 | 시럽 Syrup                                                    | 식스               | 또한 총괄 프로듀서 |
| 2013 | 파라노이아 Paranoia                                           | 에마 제닝스        |                    |
| 2013 | 마셰티 킬스 Machete Kills                                     | 미스 샌 안토니오   |                    |
| 2014 | 쓰리 데이즈 투 킬 3 Days to Kill                              | 비비 요원          |                    |
| 2015 | 애더럴 다이어리 The Adderall Diaries                          | 라나 에드몬드      |                    |
| 2015 | 원 모어 타임 One More Time                                    | 주드               |                    |
| 2015 | 매직 마이크 XXL Magic Mike XXL                                | 조                 |                    |
| 2015 | 대니쉬 걸 The Danish Girl                                     | 울라 폴슨          |                    |
| 2017 | 아이 두... 언틸 아이 돈트 I Do... Until I Don't               | 패니               |                    |
| 2017 | 저스티스 리그 Justice League                                  | 메라               |                    |
| 2018 | 허 스멜 Her Smell                                             | 젤다               |                    |
| 2018 | 런던 필드 London Fields                                       | 니컬라 식스        | 2013년 촬영        |
| 2018 | 아쿠아맨 Aquaman                                              | 메라               | [ 75 ]             |
| 2019 | 걸리 Gully                                                    | 조이스             |                    |
| 2023 | 아쿠아맨과 로스트 킹덤 Aquaman and the Lost Kingdom           | 메라               |                    |

### 텔레비전
| 년도 | 제목                                | 역할          | 참고                            |
| ---- | ----------------------------------- | ------------- | ------------------------------- |
| 2004 | 잭 & 바비 Jack & Bobby              | 리즈          | 에피소드: "Pilot"               |
| 2004 | 더 마운틴 The Mountain              | 라일리        | 에피소드: "A Piece of the Rock" |
| 2005 | The O.C.                            | 판매원        | 에피소드: "Mallpisode"          |
| 2006 | 크리미널 마인드 Criminal Minds      | 릴라 아처     | 에피소드: "Somebody's Watching" |
| 2007 | 켈리포니케이션 Californication      | 앰버          | 에피소드: "California Son"      |
| 2007 | 히든 팜스 Hidden Palms              | 그레타 매슈스 | 시리즈 주연; 8 에피소드         |
| 2011 | 탑기어 Top Gear                     | 자신          | 에피소드: "Episode #16.5"       |
| 2011 | 더 플레이보이 클럽 The Playboy Club | 버니 모린     | 시리즈 주연; 7 에피소드         |
| 2015 | 오버홀린 Overhaulin                 | 자신          | 에피소드: "In Too Depp"         |
| 2021 | 더 스탠드 The Stand                 | 나딘 크로스   | 주연, 9부작                     |

## 수상 및 후보
| 년도 | 시상식                      | 부문                 | 작품        | 결과 |
| ---- | --------------------------- | -------------------- | ----------- | ---- |
| 2008 | 영 할리우드 어워드          | 올해의 주목할만한 상 | 빈칸        | 수상 |
| 2009 | 디트로이트 영화 비평가 협회 | 최우수 앙상블상      | 좀비랜드    | 후보 |
| 2010 | 스크림 어워드               | 최우수 앙상블상      | 좀비랜드    | 수상 |
| 2010 | 댈러스 국제 영화제          | 댈러스 스타상        | 빈칸        | 수상 |
| 2011 | 할리우드 영화제             | 스포트라이트상       | 럼 다이어리 | 수상 |
| 2014 | Texas Film Hall of Fame     | Inductee             | 빈칸        | 수상 |
| 2018 | 골든 래즈베리상             | 최악의 여우주연상    | 런던 필드   | 미정 |